# 沃尔特·考夫曼
沃尔特·考夫曼（Walter Kaufmann，1871年6月5日—1947年1月1日），德国物理学家。他最著名的成就是首次观察到了质量与速度的相互关系，为现代物理，尤其是狭义相对论的发展作出了重要的贡献。

## 生平
1890-91年间，考夫曼在柏林工业大学与慕尼黑工業大學学习机械工程，1892年在柏林洪堡大学与慕尼黑大学学习物理，并于1894年获得了博士学位。从1896年开始，考夫曼在柏林各大学以及哥廷根大学的物理研究所里担任助手。1899年，考夫曼进入波恩大学担任教授。在柏林物理研究所工作了一段时间之后，他应邀前往哥尼斯堡大学教授实验物理学并担任物理学院的院长，并在此执教至1935年退休为止。随后，他还在弗莱堡大学担任过客座讲师。

## 质量与速度依赖关系的测量
他的早期工作(1901-1903)第一次证实了电子的电磁质量与速度的依赖关系(后称相对论性质量)。然而他的测量数据并没有精确到能分辨出洛倫兹理論和亚伯拉罕理论的程度。
1905年底他完成了更高精度的实验。是考夫曼首先讨论了爱因斯坦的狭义相对论，他认为，尽管爱因斯坦的理论基于完全不同的条件，在逻辑上也更有说服力，但对于观测者来说，两种理论是等价的，并由此谈到了“洛仑兹-爱因斯坦理论”。值得注意的是，考夫曼声称他的实验结果可以在解释亚伯拉罕理论的同时驳倒相对论。在很长一段时间内，该实验的结果一直显得对支持相对论的一方相当不利。 
另一方面，阿尔弗雷德·布赫雷尔 (1908)，纽曼(1914) 等其他物理学家纷纷得到了支持“洛仑兹-爱因斯坦理论”的实验结果，并与亚伯拉罕理论发生矛盾。不过随后，有人指出考夫曼、布雷赫尔和诺曼1904年之后的实验结果的精确度仍然不足以分辨这两种理论。 
直到1940年，亚伯拉罕的理论才最终被推翻。